# جورجو پاستینا
جورجو پاستینا (انگلیسی: Giorgio Pastina؛ ۱۹۰۵ – ۱۹۵۶) کارگردان فیلم و فیلم‌نامه‌نویس اهل ایتالیا بود. از کارهایی که او کارگردانی نمود، می‌توان هنری چهارم (۱۹۴۳) را که نسخه‌ای سینمایی از هنری چهارم اثر لوئیجی پیراندلو بود، نام برد.

## گزیده فیلم‌شناسی

### کارگردان
- هنری چهارم (۱۹۴۳)
- ویلیام تل (۱۹۴۹)
- آلینا (۱۹۵۰)
- جووینتسا (۱۹۵۲)
- کاردینال لامبرتینی (۱۹۵۴)
- درباره زندگی و عشق (۱۹۵۴)
- نامه از ناپل (۱۹۵۴)

### فیلم‌نامه‌نویس
- فدورا (۱۹۴۲)
- مجسمه‌ای زنده (۱۹۴۳)
- بدرود عشق! (۱۹۴۳)
- همیشه تو را دوست خواهم داشت (۱۹۴۳)